# تشيرنين إنترتينمينت
تشيرنين إنترتينمينت أو تشيرنين للمواد الترفيهية هي شركة إنتاج سينمائي وتلفزيوني أمريكية أسسها ويملكها بيتر تشيرنين.

## من أفلام الشركة
2011
- نهوض كوكب القردة

2012
2013
- النسيان

2014
- بزوغ كوكب القردة

2015
- جاسوس

2016
- أرقام مخفية

2017
- حرب لأجل كوكب القردة

## روابط خارجية
- تشيرنن إنترتينمنت على موقع IMDb (الإنجليزية)